# Easton (Kansas)
Easton è un comune degli Stati Uniti d'America, situato nello Stato del Kansas, nella Contea di Leavenworth.